# Тильда де Паула
Anatilde Джейн «Тильда» де Паула Эби (урожденная Anatilde Джейн де Паула Диас; швед. Tilde de Paula Eby; 14 ноября 1972) является шведской журналисткой, автором и телеведущей. В частности, она вела много флагманских программ на телеканале TV4. Принимала участие во множестве популярных телевизионных шоу, таких как Нобелевская премия, Полярная музыкальная премия и мероприятиях по сбору средств, транслируемых в прямом эфире, и с 1997 по 2018 год была одной из ведущих популярной шведской программы завтрака Nyhetsmorgon.

## Ранние годы
Тильда де Паула родилась в 1972 году в Чили. Её отец был бразильским политиком, которому пришлось бежать из Бразилии после получения угроз убийством. На Кубе он познакомился с матерью Тильды, и они отправились жить в Чили. Однако после военного переворота в 1973 году им пришлось снова бежать из страны, и при поддержке дипломата Харальда Эдельштама и посольства Швеции семья переехала в Швецию. У де Паулы есть старший брат, Андес.
Прежде чем стать телеведущей, Тильда де Паула изучала журналистику в Södra Vätterbygdens folkhögskola.

## Телевидение
С 2005 года Тильда де Паула стала лауреатом премии «Полярная музыка». Она представила на выборах специальный Nyhetsmorgon — valflyget в сентябре 2006 года вместе с Лассе Бенгтссоном. В 2008 году Тильда де Паула представила «Spårlöst», где она помогла людям найти своих потерянных родственников и семьи. В 2009 году она вела Kändisdjungeln вместе с Дэвидом Хеллениусом. В 2012 году  начала проводить Nyhetsmorgon, утреннее шведское утреннее шоу на TV4 . С 2012 года она также представляет шоу Swedish Bake Off, Swedish Bake Off Junior и Celebrity Swedish Bake Off. С 2014 года она также представила торжественный рак Тилсаммана . В канун Рождества 2013 года Тильда де Паула была основной ведущей рождественских передач на TV4. Она также представила шоу танца знаменитостей Let’s Dance 2017 и продолжила представлять Let’s Dance 2018 и Let’s Dance 2019

## Автор
В 2006 году Тильда де Паула стала соавтором книги Plastmammor, gummipappor och bonusbarn с Birgitta Klang, изданной Bokförlaget DN. Plastmammor, gummipappor och bonusbarn — книга для мачех и отцов, которым нужен совет о том, как справляться с ситуацией, с которой они сталкиваются.
В 2015 году Тильда де Паула написал шведскую книгу бестселлеров Tiden läker inga sår, в которой рассказывается о ее прошлом и о том, как ее предки повлияли на ее жизнь. История начинается пять поколений назад на Тенерифе в 1867 году и продолжается на Кубе, в Соединенных Штатах и Чили, прежде чем оказаться в Швеции сегодня.

## Другие СМИ
В конце 1990-х и начале 2000-х годов Тильда де Паула вела радиошоу Äntligen Fredag на радиоканале Mix Megapol .
В 2016 году Тильда де Паула начала проводить у себя «Läkarpodden», где она вместе с доктором Микаэлем Сандстремом обсуждает последние достижения в области медицины и здравоохранения, делится собственным опытом, убивает мифы и отвечает на вопросы обо всем, что связано с медициной.

## Награды
В 2007 году она получила телевизионную награду Aftonbladet за лучшую женскую телевизионную ведущую года.
Она также была объявлена лучшей женщиной-телеведущей Швеции газетой Se &amp; Hör. В 2015 году она получила награду Kristallen за « Шоу реальности года» с шоу « Шведский пирог» .
В 2016 году Тильда де Паула получила награду Kristallen как лучшая шведская хозяйка года .

## Интервью со знаменитостями
Тильда де Паула взял интервью у ряда шведской королевской семьи: короля Карла XVI Густава, королевы Сильвии, кронпринцессы Виктории, принца Карла Филиппа, принцессы Софии, принцессы Кристины и Принса Бертиля .
Тильда де Паула также взял интервью у ряда международных звезд, в том числе: Эммилу Харрис, Пол Саймон, Патти Смит, Джастин Бибер, Регина Спектор, Нуми Рапас, Элеонора Коппола, Анастасия, Эннио Морриконе, Бьорк, Питер Габриэль, Ронан Китинг, Стеллан Скарсгард и Александр Скарсгард .

## Личная жизнь
В ноябре 2012 года Тильда де Паула вышла замуж за музыканта Томасе Эби, ведущем вокалисте Calle Real и перкуссионисте Hoffmaestro . Вместе у пары есть один сын, и у нее также есть трое детей от предыдущих отношений.